# Димитър Йотов
Димитър Йотов Димитров е български офицер, генерал-лейтенант от Държавна сигурност.

## Биография
Роден е през 1925 г. в Луковит. Бил е заместник-началник на Второ главно управление на Държавна сигурност. Участва лично в отвличането и връщането в България на емигранта Борис Арсов. След тази мисия е повишен в чин генерал-майор. От 1982 г. е член на Колегиума на МВР. В средата на 80-те е началник на Софийското градско управление на МВР. Умира през 1987 г.